# 놀 (웹 서비스)
놀(Knol)은 구글이 개발 중인 지식 공유 서비스이다. 또한 이 서비스에 사용되는 웹 애플리케이션 툴을 가리킨다. Knol 서비스는 위키백과와 스퀴두의 서비스 개념을 합쳐 놓은 서비스이다.

 한가지 주제에 하나의 문서를 가지는 위키백과와는 달리 저자(글쓴이)별로 여러 문서가 존재할 수 있다. 즉, 누구나 임의의 주제에 대해 글을 쓸 수 있으며, 같은 주제에 대해 글을 쓴 다른 기고자들과 경쟁을 하게 된다. 문서에 대해서는 공동 편집, 선택한 일부만 편집, 편집 불가 등의 옵션을 설정할 수 있다. 또한 리뷰어 시스템을 도입하여 해당 문서에 리뷰를 할 수 있다. 저자는 광고(구글 애드센스)를 게재할 수 있다.
사람들이 어떤 주제에 대해 처음으로 찾아볼 때, 가장 처음으로 보고하고 싶어하는 글이 knol에 실리도록 하는 것이 목적이라고 구글측은 밝히고 있다.
2007년 12월 초 클로즈 베타 서비스를 시작했으며, 2008년 7월 23일 수 백개의 문서로 오픈베타 서비스를 시작했다.
한편, 한국어판은 2008년 11월 24일에 오픈베타 서비스를 시작해 운영되어 왔지만 2012년 4월 30일 서비스가 중단되었고, 모든 자료는 그해 10월 1일에 삭제되었다.

## 같이 보기
- 구글 앤서